# Echeta juno
Echeta juno là một loài bướm đêm thuộc phân họ Arctiinae, họ Erebidae.